# Кулио
Артис Леон Айви-младши (на английски: Artis Leon Ivey Jr.), по-известен като Кулио (на английски: Coolio), е американски рапър. Най-известната му песен Gangsta's Paradise (1995) му спечелва награда „Грами“.
Той популяризира хип-хопа сред широката публика, издавайки девет албума, първите три от които постигат комерсиален успех. През музикалната си кариера е продал 4,8 милиона албума в САЩ. Създател е на риалити предаването Coolio's Rules (2008) и е автор на готварска книга.
Кулио умира на 28 септември 2022 г. от случайна свръхдоза с фентанил, хероин и метамфетамин.